# 1965 في السعودية
تحتوي هذه المقالة على أهم الأحداث التي شهدتها السعودية في 1965، إضافة إلى أهم الشخصيات السعودية التي وُلدت أو تُوفيت في هذه السنة.

## السياسة

### الحكم
الملك: فيصل بن عبد العزيز آل سعود

### تعيينات
- تعيين غازي القصيبي أستاذ مساعد في كلية العلوم الإدارية بجامعة الملك سعود في الرياض.[1]
- تعيين الأمير عبد المحسن بن عبد العزيز آل سعود أميراً لمنطقة المدينة المنورة

#### مارس
- 29:

شعار نادي الفروسية الذي أُعتمد سنة 1965

  - شعار نادي الفروسية الذي أُعتمد سنة 1965خالد بن عبد العزيز آل سعود، وليّاً للعهد.[2]

### إعفاءات
- الأمير محمد بن عبدالعزيز آل سعود يترك منصبه كأمير لإمارة منطقة المدينة المنورة.

## أحداث
- تأسيس جريدة اليوم.
- اتفاقية الرياض الحدودية بين السعودية وقطر.
- تأسيس أول معهد علمي في الباحة تابع لجامعة الإمام محمد بن سعود.[3]
- توقيع معاهدة جدة بين الرئيس المصري والملك فيصل لحل أزمة الحرب الأهلية اليمنية.[4]
- اعتماد ترسيم الحدود مع المملكة الأردنية الهاشمية.
- بناء وتشغيل أول محطة تعبئة وقود مملوكة لشركة الدريس للخدمات البترولية والنقليات.
- تأسيس نادي البدائع وهو نادي رياضي سعودي يقع في محافظة البدائع في منطقة القصيم، وكان يسمى في البداية باسم «نادي الرمة» قبل تغيير اسمه لاحقًا إلى اسم نادي البدائع.
- تأسيس نادي سباقات الخيل (نادي الفروسية سابقا) بالرياض وهو ناد سعودي لتنظيم سباقات الخيل الأصيل ويمثل المملكة في المنظمات الدولية.
- تأسيس نادي الأنصار وهو نادي كرة قدم سعودي تأسس في المدينة المنورة، يلعب حالياً في دوري الدرجة الثانية السعودي وهو من الفرق التي غالبا ما تتأرجح بين الدرجة الأولى والممتازة في درجات الدوري السعودي لكرة القدم.
- تأسيس مكتبة جامعة الملك فهد للبترول والمعادن بمدينة الظهران .
- افتتاح كلية الزراعة في جامعة الملك سعود في الرياض.
- تأسيس ميناء ينبع التجاري.[5]
- افتتاح مستشفى في الدوادمي.[6]
- صدور أغنية يابو شعر ثاير  من المغني السعودي محمد عبده و تلحين محمد عبده و كلمات عبدالله الفيصل.
- إنشاء الاتحاد العربي للنقل الجوي (آكو)، وكانت الخطوط السعودية من الأعضاء المؤسسين فيه، كما أضيفت محطة بومباي في الهند إلى الشبكة الدولية.
- توقيع وزير الزراعة حسن المشاري اتفاقية مع شركة سوجريا الفرنسية لتحلية 300 ألف بليون برميل من المياة المالحة.
- افتتاح مستشفى في حريملاء.[7]
- محمد عبده يصدر أغنية بعنوان "أشوفك كل يوم" من ألحانه و كتابة الكلمات من ابراهيم خفاجي.
- تعيين عبد الرحمن الحمدان رئيسًا لنادي الهلال السعودي.
- البدء في مشروع سد وادي جازان.
- حصول الأمير سطام بن عبدالعزيز آل سعود على درجة البكالوريوس في إدارة الأعمال من جامعة سان دييغو الأمريكية
- عبدالحليم رضوي يصبح أول من يقيم معرضًا فنيًا للفن التشكيلي في تاريخ المملكة وذلك في مدينة جدة .
- جمع تبرعات دعم لباكستان بعد وقوعها بأزمة مع الهند.[8]
- إنشاء مركز الملك عبد العزيز التاريخي. وميدان الملك عبد العزيز للفروسية في مدينة الرياض.
- تأسيس المستشفى المركزي في سكاكا (مستشفى عبد الرحمن السديري) ليكون أول مستشفى في المنطقة، وقد كان هذا المستشفى مختصاً بالأمراض الصدرية بسبب انتشار مرض الدرن والمعروف أيضاً باسم السل آنذاك في المنطقة.
- حصول نادي الهلال السعودي على بطولة كأس الملك و كأس ولي العهد ليصبح أول نادي يجمع بين الكأسين في سنة واحدة.
- بداية فكرة فكرة إنشاء الجسر الرابط بين البحرين والسعودية، عندما قام الملك فيصل بن عبد العزيز آل سعود باستقبال الشيخ خليفة بن سلمان آل خليفة رئيس الوزراء البحريني خلال زيارة للمنطقة الشرقية، وقد أبدى الشيخ خليفة رغبته ببناء جسر يربط السعودية بالبحرين، الأمر الذي وافق عليه الملك فيصل وأمر بتشكيل لجنة مشتركة بين الدولتين لدراسة إمكانية تنفيذ مشروع جسر يربط بين البلدين.
- بدأ بث أول إرسال تلفزيوني تجريبي – غير ملون - في محطتي الرياض وجدة في التاسع من شهر ربيع الأول، وكان الإرسال محدود حيث يغطي مساحة ما بين ثمانين ومائة كيلو متر مربع في المدينتين وما حولهما. وبسبب نقص الفنيين والبرامج اقتصر البث على الحد الأدنى من الإرسال الذي لم يكن يتجاوز الساعة الواحدة، واعتمد في الوقت ذاته على الصور الثابتة والموسيقى وأفلام الكرتون.
- القوات الجوية الملكية السعودية تطلب أربعين مقاتلة لايتنينغ، منها 34 طائرة بمقعد واحد و6 طائرات بمقعدين.
- دخول طائرة إنجلش إلكتريك لايتنغ البريطانية للخدمة في القوات الجوية الملكية السعودية، وتم تشغيلها مع السرب الثاني والسرب السادس، وعندما قررت السعودية استبدالها بطائرات إف-15 تم وضع جميع الطائرات في السرب الثاني في تبوك

### فبراير
- 22: زيارة بورقيبة رئيس الجمهورية التونسية إلى السعودية واستقبله الملك فيصل بن عبدالعزيز.

### مارس
- 5: قيام الملك فيصل بزيارة إلى السودان ضمن جولته للدعوة إلى مؤتمر إسلامي والتي أكد فيها السودان تأييده لها، حيث كان الرئيس إسماعيل الأزهري في استقباله والذي بدوره قام بزيارة لاحقة للسعودية في نوفمبر سنة 1966م.[2]
- 12: قيام نهائي كأس الملك في نسخته الثامنة.

### أبريل
- 5: توقيع اتفاقية امتياز التنقيب عن البترول على ساحل البحر الأحمر مع شركة اوكس راب الفرنسية.[9]
- 21 : عقد المؤتمر الإسلامي العام بمقر رابطة العالم الإسلامي في مكة المكرمة.

### مايو
- 1: تأسيس جريدة الرياض.
- 14: إعلان السعودية وعدد من الدول العربية قطع علاقاتها الدبلوماسية مع ألمانيا الغربية.[2]

### يوليو
- 1: اتفاق بين السعودية والكويت بخصوص تقسيم المنطقة المحايدة بينهما بالتساوي.[2]
- 2 : قيام الملك فيصل بافتتاح طريق الهدا - الطائف حيث يصعد الجبال إلى ارتفاعات تصل إلى 2150 مفي عدة انحناءات ومنعطفات بادئاً من طريق مكة المكرمة-جدة، وقد أدخلت وزارة المواصلات عدة تحسينات عل هذا الطريق إضافة إلى برامج الصيانة، وتثبيت الصخور المستمرة.
- 7: البدء في أول بث للتلفزيون السعودي بالأبيض والأسود من محطتي تلفزيون الرياض وجدة.
- 20 : وزير الدفاع والطيران سلطان بن عبد العزيز يعيد افتتاح المصانع الحربية في الخرج.

### أغسطس
2 : زيارة حزب الأمة السوداني الإمام الهادي عبد الرحمن المهدي إلى السعودية.

### ديسمبر
- 8: قيام الملك فيصل بزيارة إلى طهران ضمن جولته للدعوة إلى مؤتمر وميثاق إسلامي يضم الدول الإسلامية وذلك لمكافحة الأفكار الخاطئة عن الإسلام.[2]

## مواليد
- حسن سهلي، أديب وشاعر.
- يوسف الجراح، ممثل ومذيع سعودي.
- سلمان المطيويع، يكنى بـ«أبي مشعل»، ويعمل كمذيع بالقناة الرياضية السعودية
- محمد بن سليمان المحيسني رجل دين وأعمال سعودي ويعمل إماماً غير متفرغ لجامع عائشة الراجحي بمكة المكرمة، وإمام سابق لجامع القطري بمكة المكرمة وكذا إمام سابق في بريدة (حي المنتزه) والرياض.
- الأمير محمد بن بندر بن عبدالعزيز آل سعود.
- الأمير عبد العزيز بن عبد الإله بن عبد العزيز آل سعود
- الأمير عبد الله بن مساعد بن عبد العزيز آل سعود ابن الأمير مساعد بن عبد العزيز آل سعود من زوجته الأميرة فاطمة بنت هاشم بن تركي بيك النجرس
- حسين عبد الله علي آل ركبان القحطاني هو مغني وملحن شعبي سعودي من مواليد نجران،و كانت بداية ظهوره للساحة الفنية عام 1991م.
- الأمير بندر بن خالد بن فيصل بن عبد العزيز آل سعود مستشار في الديوان الملكي ورئيس مجلس إدارة الهيئة العليا للفروسية، ومجلس إدارة نادي سباقات الخيل
- محمد بن عبد الكريم العيسى الأمين العام لرابطة العالم الإسلامي من مايو 2016، وشغل قبلها منصب وزير العدل السعودي.
- نواف منيف بن سليمان الرحيلي الحربي، مطرب سعودي، من مواليد المنطقة الشرقية في مدينة الثقبة المملكة العربية السعودية.
- رياض بن عبيد الأحمري مدافع سابق لنادي النصر السعودي والمنتخب السعودي. تدرج في صفوف النادي من درجة الناشئين مثل الفريق الأول بنادي النصر عام 1405 وكانت انطلاقته للنجومية نهائي كأس الملك عام 1407هـ.

### أبريل
- 22: خالد عبد الرحمن، مغني وملحن.

### سبتمبر
- 10: فهد الهريفي، لاعب كرة قدم.

### نوفمبر
- 17: عبد المحسن النمر، ممثل.

## وفيات
- عبد الله بن سليمان الحمدان، أول وزير سعودي ووزير المالية السعودية سابقاً.

### فبراير
- 12: محمد طاهر الدباغ، أول وزير للمعارف.[10]

### سبتمبر
- 8: خالد بن مساعد بن عبد العزيز آل سعود، الابن الأكبر للأمير مساعد بن عبد العزيز آل سعود.

### نوفمبر
- 7: محمد بن عبد العزيز المانع، عالم دين.